# NGC 7045
NGC 7045 est une paire d'étoiles située dans la constellation du Petit Cheval,. L'astronome britannique John Herschel a enregistré la position de cette paire le 16 juillet 1827.